# Municipio de San Juan Bautista Tlacoatzintepec
El municipio de San Juan Bautista Tlacoatzintepec (del náhuatl: cerro del tlacuache)es uno de los 570 municipios que conforman al estado mexicano de Oaxaca. Pertenece al distrito de Cuicatlán, dentro de la región Sierra de Flores Magón. Su cabecera es la localidad de San Juan Bautista Tlacoatzintepec.

## Geografía
El municipio abarca 50.14 km² y se encuentra a una altitud promedio de 520 m s. n. m., oscilando entre 2000 y 100 m s. n. m.

## Demografía
De acuerdo al último censo, realizado por el INEGI en 2010, en el municipio habitan 2292 personas, repartidas entre 9 localidades.